# Сон Ла (провинция)
Сон Ла (на виетнамски: Sơn La) е виетнамска провинция разположена в регион Тай Бак. На север граничи с провинциите Диен Биен, Лай Тяу и Лао Кай, на юг с Лаос и провинция Тхан Хоа, на запад с провинция Диен Биен, а на изток с провинциите Йен Бай, Фу Тхо и Хоа Бин. Населението е 1 228 900 жители (по приблизителна оценка за юли 2017 г.).

## Административно деление
Провинция Сон Ла се дели на един самостоятелен град административният център Сон Ла и десет окръга:
1. Куин Най
2. Муонг Ла
3. Тхуан Тя
4. Фу Йен
5. Бак Йен
6. Май Сон
7. Сонг Ма
8. Йен Тяу
9. Мок Тяу
10. Соп Коп